# عبد الرحمن (سياسي)
عبد الرحمن (بالإنجليزية: Abdul Rahman)‏ هو سياسي هندي، ولد في 28 مايو 1959 في الهند. حزبياً، نشط في الرابطة الإسلامية الهندية. وقد انتخب عضو لوك سابها ‏.